# Indianapolis 500 1994

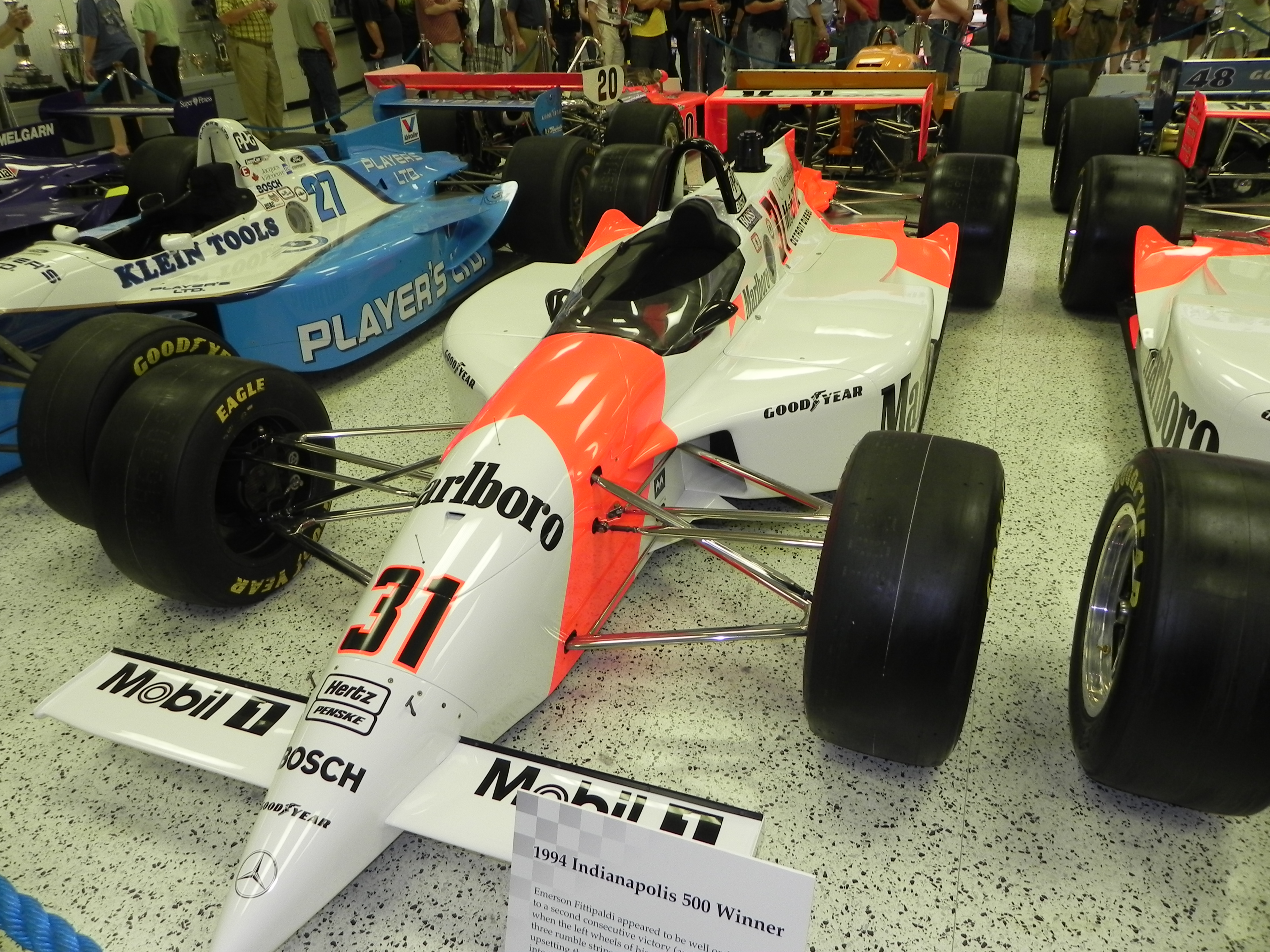
Das Siegerauto von 1994 des Teams Penske mit Mercedes-Motor

Das 78. Indianapolis 500 (offiziell 78th Running of the Indianapolis 500) auf dem Indianapolis Motor Speedway fand am 29. Mai 1994 statt und ging über eine Distanz von 200 Runden à 4,023 km, was einer Gesamtdistanz von 804,672 km entspricht.

## Startaufstellung
| Reihe | Innen | Innen                          | Mitte | Mitte                         | Außen | Außen                          |
| ----- | ----- | ------------------------------ | ----- | ----------------------------- | ----- | ------------------------------ |
| 1     | 31    | Al Unser Jr. 228.011 mph       | 5     | Raul Boesel 227.618 mph       | 2     | Emerson Fittipaldi 227.303 mph |
| 2     | 12    | Jacques Villeneuve 226.259 mph | 8     | Michael Andretti 226.205 mph  | 90    | Lyn St. James 224.154 mph      |
| 3     | 1     | Nigel Mansell 224.041 mph      | 28    | Arie Luyendyk 223.673 mph     | 6     | Mario Andretti 223.503 mph     |
| 4     | 33    | John Andretti 223.263 mph      | 27    | Eddie Cheever 223.163 mph     | 17    | Dominic Dobson 222.970 mph     |
| 5     | 91    | Stan Fox 222.867 mph           | 99    | Hideshi Matsuda 222.545 mph   | 79    | Dennis Vitolo 222.439 mph      |
| 6     | 18    | Jimmy Vasser 222.262 mph       | 71    | Scott Sharp 222.091 mph       | 22    | Hiro Matsushita 221.382 mph    |
| 7     | 9     | Robby Gordon 221.293 mph       | 21    | Roberto Guerrero 221.278 mph  | 19    | Brian Till 221.107 mph         |
| 8     | 14    | Bryan Herta 220.992 mph        | 59    | Scott Brayton 223.652 mph     | 11    | Teo Fabi 223.394 mph           |
| 9     | 3     | Paul Tracy 222.710 mph         | 7     | Adrian Fernandez 222.657 mph  | 16    | Stefan Johansson 221.518 mph   |
| 10    | 4     | Bobby Rahal 224.094 mph        | 88    | Maurício Gugelmin 223.104 mph | 45    | John Paul jr. 222.500 mph      |
| 11    | 10    | Mike Groff 221.355 mph         | 25    | Marco Greco 221.216 mph       | 40    | Scott Goodyear 223.817 mph     |

## Klassifikationen

### Endergebnis
| Pos. | Nr. | Name                   | Team                   | Chassis      | Motor              | Rd.                  | Start |
| ---- | --- | ---------------------- | ---------------------- | ------------ | ------------------ | -------------------- | ----- |
| 1    | 31  | Al Unser Jr. (W)       | Team Penske            | Penske PC-23 | Mercedes-Benz 500I | 200 3:06:29.006 Std. | 1     |
| 2    | 12  | Jacques Villeneuve (R) | Forsythe/Green Racing  | Reynard 94I  | Ford Cosworth XB   | 200 +8.600 Sek.      | 4     |
| 3    | 4   | Bobby Rahal (W)        | Rahal/Hogan Racing     | Penske PC-22 | Ilmor D            | 199                  | 28    |
| 4    | 18  | Jimmy Vasser           | Hayhoe Racing          | Reynard 94I  | Ford Cosworth XB   | 199                  | 16    |
| 5    | 9   | Robby Gordon           | Walker Racing          | Lola T9400   | Ford Cosworth XB   | 199                  | 19    |
| 6    | 8   | Michael Andretti       | Chip Ganassi Racing    | Reynard 94I  | Ford Cosworth XB   | 198                  | 5     |
| 7    | 11  | Teo Fabi               | Jim Hall Racing        | Reynard 94I  | Ilmor D            | 198                  | 24    |
| 8    | 27  | Eddie Cheever          | Team Menard            | Lola T9300   | Menard V-6         | 197                  | 11    |
| 9    | 14  | Bryan Herta (R)        | A. J. Foyt Enterprises | Lola T9400   | Ford Cosworth XB   | 197                  | 22    |
| 10   | 33  | John Andretti          | A. J. Foyt Enterprises | Lola T9400   | Ford Cosworth XB   | 196                  | 10    |
| 11   | 88  | Maurício Gugelmin (R)  | Chip Ganassi Racing    | Reynard 94I  | Ford Cosworth XB   | 196                  | 29    |
| 12   | 19  | Brian Till (R)         | Dale Coyne Racing      | Lola T9300   | Ford Cosworth XB   | 194                  | 21    |
| 13   | 91  | Stan Fox               | Hemelgarn Racing       | Reynard 94I  | Ford Cosworth XB   | 193 (Unfall)         | 13    |
| 14   | 22  | Hiro Matsushita        | Dick Simon Racing      | Lola T9400   | Ford Cosworth XB   | 193                  | 18    |
| 15   | 16  | Stefan Johansson       | Bettenhausen Racing    | Penske PC-22 | Ilmor D            | 192                  | 27    |
| 16   | 71  | Scott Sharp (R)        | PacWest Racing         | Lola T9400   | Ford Cosworth XB   | 186                  | 17    |
| 17   | 2   | Emerson Fittipaldi (W) | Team Penske            | Penske PC-23 | Mercedes-Benz 500I | 184 (Unfall)         | 3     |
| 18   | 28  | Arie Luyendyk (W)      | Indy Regency Racing    | Lola T9400   | Ilmor D            | 179 (Motor)          | 8     |
| 19   | 90  | Lyn St. James          | Dick Simon Racing      | Lola T9400   | Ford Cosworth XB   | 170                  | 6     |
| 20   | 59  | Scott Brayton          | Team Menard            | Lola T9300   | Menard V-6         | 116 (Motor)          | 23    |
| 21   | 5   | Raul Boesel            | Dick Simon Racing      | Lola T9400   | Ford Cosworth XB   | 100 (Wasserpumpe)    | 2     |
| 22   | 1   | Nigel Mansell          | Newman/Haas Racing     | Lola T9400   | Ford Cosworth XB   | 92 (Unfall)          | 7     |
| 23   | 3   | Paul Tracy             | Team Penske            | Penske PC-23 | Mercedes-Benz 500I | 92 (Turbo)           | 25    |
| 24   | 99  | Hideshi Matsuda (R)    | Beck Motorsports       | Lola T9400   | Ford Cosworth XB   | 90 (Unfall)          | 14    |
| 25   | 45  | John Paul jr.          | ProFormance Racing     | Lola T9300   | Ilmor C            | 89 (Unfall)          | 30    |
| 26   | 79  | Dennis Vitolo (R)      | Dick Simon Racing      | Lola T9300   | Ford Cosworth XB   | 89 (Unfall)          | 15    |
| 27   | 25  | Marco Greco (R)        | Dick Simon Racing      | Lola T9400   | Ford Cosworth XB   | 53 (Elektrik)        | 32    |
| 28   | 7   | Adrian Fernández (R)   | Galles Racing          | Reynard 94I  | Ilmor D            | 30 (Aufhängung)      | 26    |
| 29   | 17  | Dominic Dobson         | PacWest Racing         | Lola T9400   | Ford Cosworth XB   | 29 (Unfall)          | 12    |
| 30   | 40  | Scott Goodyear         | King Racing            | Lola T9400   | Ford Cosworth XB   | 29 (Aufhängung)      | 33    |
| 31   | 10  | Mike Groff             | Rahal/Hogan Racing     | Penske PC-22 | Ilmor C+           | 28 (Unfall)          | 31    |
| 32   | 6   | Mario Andretti (W)     | Newman/Haas Racing     | Lola T9400   | Ford Cosworth XB   | 23 (Benzinzufuhr)    | 9     |
| 33   | 21  | Roberto Guerrero       | Pagan Racing           | Lola T9200   | Buick V-6          | 20 (Unfall)          | 20    |

(W)=früherer Gewinner / (R)=Rookie / alle Starter auf Goodyear-Reifen / Gelbphasen: 7 für 43 Rd.

## Führungsrunden

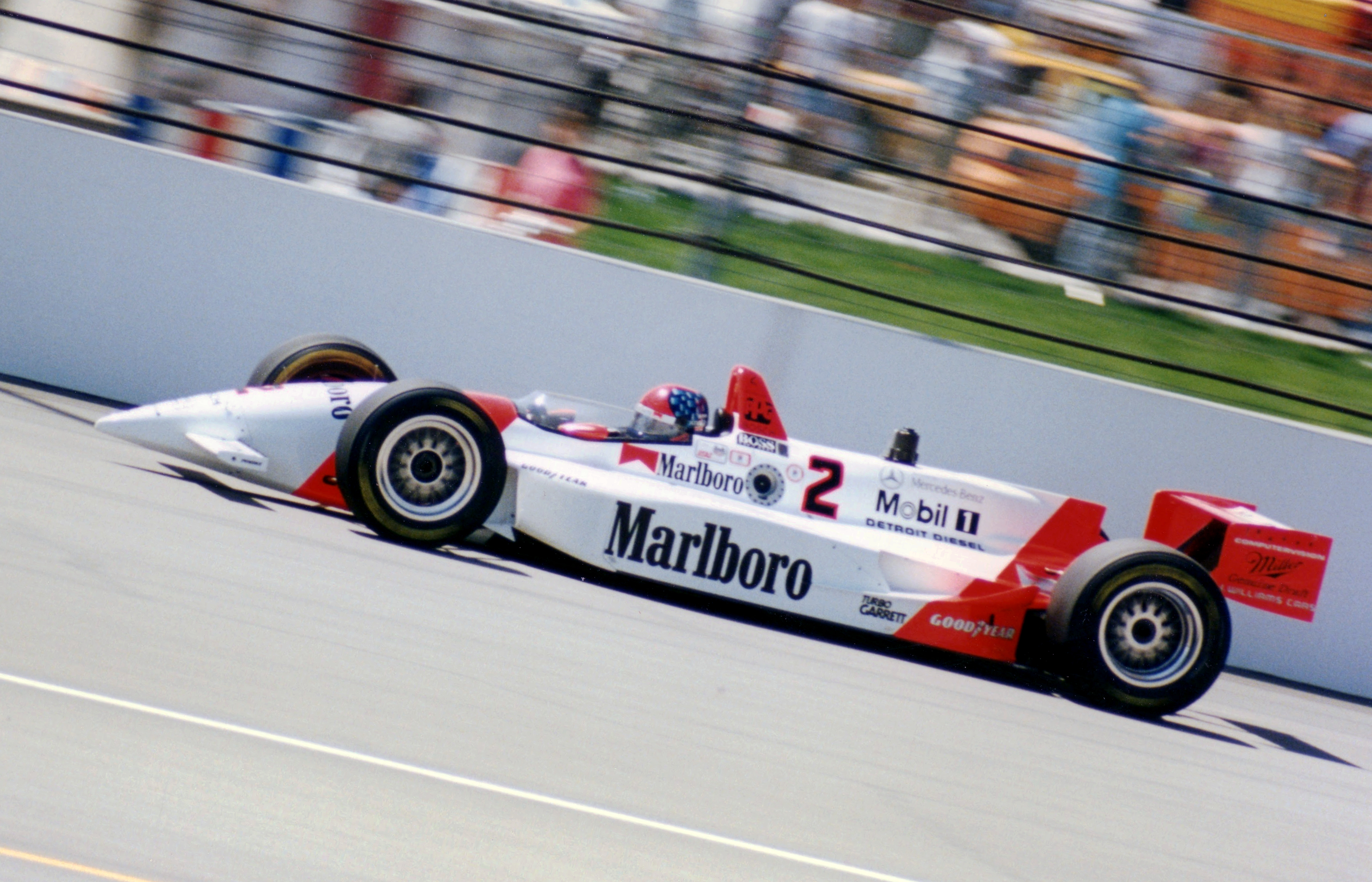
Emerson Fittipaldi dominierte das Rennen bis zur 185 Runde

| Fahrer             | Team                  | Anzahl |
| ------------------ | --------------------- | ------ |
| Emerson Fittipaldi | Team Penske           | 145    |
| Al Unser Jr.       | Team Penske           | 48     |
| Jacques Villeneuve | Forsythe/Green Racing | 7      |